# Роуз-Гілл (Айова)
Роуз-Гілл (англ. Rose Hill) — місто (англ. city) в США, в окрузі Махаска штату Айова. Населення — 157 осіб (2020).

## Географія
Роуз-Гілл розташований за координатами 41°19′13″ пн. ш. 92°27′49″ зх. д. / 41.32028° пн. ш. 92.46361° зх. д. (41.320361, -92.463699).  За даними Бюро перепису населення США в 2010 році місто мало площу 0,35 км², уся площа — суходіл.

## Демографія
Згідно з переписом 2010 року, у місті мешкало 168 осіб у 72 домогосподарствах у складі 47 родин. Густота населення становила 475 осіб/км².  Було 85 помешкань (240/км²).
Расовий склад населення:
| - 98,2 % — білих - 0,6 % — азіатів |

До двох чи більше рас належало 1,2 %. Частка іспаномовних становила 0,0 % від усіх жителів.
За віковим діапазоном населення розподілялося таким чином: 21,4 % — особи молодші 18 років, 67,3 % — особи у віці 18—64 років, 11,3 % — особи у віці 65 років та старші. Медіана віку мешканця становила 42,4 року. На 100 осіб жіночої статі у місті припадало 118,2 чоловіків;  на 100 жінок у віці від 18 років та старших — 120,0 чоловіків також старших 18 років.
Середній дохід на одне домашнє господарство  становив 33 056 доларів США (медіана — 30 000), а середній дохід на одну сім'ю — 36 494 долари (медіана — 31 667). Медіана доходів становила 31 364 долари для чоловіків та 29 167 доларів для жінок. За межею бідності перебувало 34,5 % осіб, у тому числі 64,3 % дітей у віці до 18 років та 13,3 % осіб у віці 65 років та старших.
Цивільне працевлаштоване населення становило 69 осіб. Основні галузі зайнятості: виробництво — 26,1 %, освіта, охорона здоров'я та соціальна допомога — 13,0 %, будівництво — 10,1 %, фінанси, страхування та нерухомість — 8,7 %.